# 戈伊科切亞縣
戈伊科切亞縣（西班牙語：Cantón de Goicoechea），是哥斯達黎加的縣份，位於該國中部，由聖何塞省負責管轄，首府設於瓜達盧佩，始建於1891年8月6日，面積31.5平方公里，海拔高度1,204米，2011年人口115,084人，人口密度每平方公里3,653.46人。
9°57′31″N 83°59′26″W / 9.95861°N 83.99056°W